# Серпокрилець еритрейський
Серпокрилець еритрейський (Tachymarptis aequatorialis) — вид птахів родини серпокрильцевих (Apodidae).

## Поширення
Він широко поширений у Східній Африці та локально в Західній Африці. Населяє гірські ріснини, висотою до 3000 м.

## Підвиди
̈* Tachymarptis aequatorialis lowei (Bannerman, 1920). Від східної Сьєрра-Леоне до Нігерії.
- Tachymarptis aequatorialis bamendae (Serle, 1949)  — в Камеруні
- Tachymarptis aequatorialis furensis (Lynes, 1920) — Судан
- Tachymarptis aequatorialis aequatorialis (J. W. von Müller, 1851) — Ефіопія, Мозамбік, Зімбабве, Ангола
- Tachymarptis aequatorialis gelidus (Brooke, 1967) — Зімбабве